# اوماناک
اوماناک (گرینلندی: Uummannaq) یک منطقهٔ مسکونی در گرینلند است که در آواناتا واقع شده‌است.
اوماناک ۱٬۴۰۷ نفر جمعیت دارد.

## خواهرخوانده
شهرهای هلسینگور، Runavík و Runavík Municipality خواهرخوانده‌های اوماناک هستند.